# 성문법
성문법(成文法, Statute Law)이란 입법 기관에 의해 제정·공포되어 문서화된 법을 말한다. 현재 존재하는 가장 오래된 법전인 우르남무 법전이 대표적인 예이다. 현재 대부분의 국가는 법 체계의 많은 부분이 성문법화되어 있다.

## 개요
근대 이전에는 대부분의 지역에서 법률이 성문화되지 못한 채로 남아있었다. 하지만 대륙법계 국가(유럽대륙)를 중심으로 국가의 체제정비와 국민의 기본권 보호를 위하여 법전 편찬 사업이 추진되었고, 이 과정에서 성문법을 위주로 하는 나라가 탄생하게 되었다.

## 종류

### 헌법
- 헌법은 국민의 기본권, 국가의 조직, 국가기관의 통치작용 등을 규정한 나라의 최고법이다. 따라서 헌법은 하위 모든 법령의 타당성의 근거가 된다. 헌법은 영국의 마그나카르타와 같이 불문법의 형태로 존재하기도 한다.
- 국회의 의결을 통해, 국민투표를 거쳐 개정한다.

### 법률
- 법률은 입법기관에 의해 제정되는 법이다. 법률은 헌법의 정신에 반하여 제정될 수 없으며, 그와 동시에 하위 법령의 타당성의 근거가 된다.
- 국회에서 제정한다. 법률안의 제출권은 대통령과 국회의원이 가진다.

### 명령
- 명령은 행정기관에 의해 제정되는 법이다. 다만, 명령은 반드시 법률에 근거하여 제정되며 법률에 반하는 명령은 제정될 수 없다. 명령은 내용에 따라 위임명령과 집행명령으로, 제정권자에 따라 대통령령·총리령·부령으로 구분할 수 있다.
- 위임명령은 법률에서 일정한 범위를 정하여 위임된 사항에 관하여 그 구체적인 세부사항을 정하는 명령을 말한다. 이 경우 법률은 포괄적, 또는 일반적 위임은 불가능하다.
- 집행명령은 법률을 집행하기 위하여 필요한 세부규정을 정하는 명령을 말한다. 이 경우 법률의 구체적인 위임이 없어도 제정이 가능하다.
- 대통령령은 대통령이, 총리령은 국무총리가, 부령은 행정각부의 장관이 발하는 명령이다. 흔히 대통령령은 시행령, 총리령과 부령에는 시행규칙이라는 말이 붙는다. 대통령령은 법률에 근거한 것이며, 부령과 총리령은 그 하위에 위치하여 대통령령에 반할 수 없다.

### 규칙
- 규칙은 행정부 이외의 헌법기관[1]이 자치적인 입법권을 행사하여 제정되는 법이다. 이는 권력분립에 근거하여 행정부의 간섭과 감독을 받지 않기 위한 것으로 행정부가 발하는 명령과 동등한 위치에 있다.[2] 규칙은 주로 내부규율에 관한 것을 규정하고 있다.

### 자치법규
- 자치법규는 지방자치단체에 의해 제정되는 법이다. 이는 다시 지방의회가 발하는 조례와 지방자치단체장이 발하는 규칙으로 구분되는데, 조례는 법률과 명령에 반할 수 없으며 규칙은 법령과 조례에 반할 수 없다.

### 조약
- 조약은 국가 사이에 체결되어 제정되는 법이다.

## 같이 보기
- 불문법